# Rozmierka

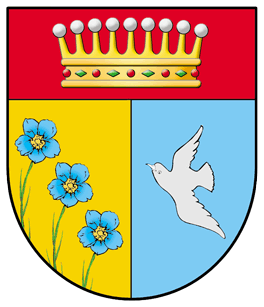
Nieoficjalny herb wsi Rozmierka

Rozmierka (j. niem. Gross Massdorf) – wieś w Polsce położona w województwie opolskim, w powiecie strzeleckim, w gminie Strzelce Opolskie.
7 kwietnia 1972, część Rozmierki (139 ha z gromady Rozmierz) włączono do Strzelec Opolskich.
W latach 1973–1975 miejscowość była siedzibą gminy Rozmierka. W latach 1975–1998 miejscowość administracyjnie należała do ówczesnego województwa opolskiego.
We wsi działa klub sportowy LKS Jedność Rozmierka.

## Zabytki
Do wojewódzkiego rejestru zabytków wpisane są:
- dwór, z 1800 r.
- spichlerz dworski, z 1800 r.